# Tefifon

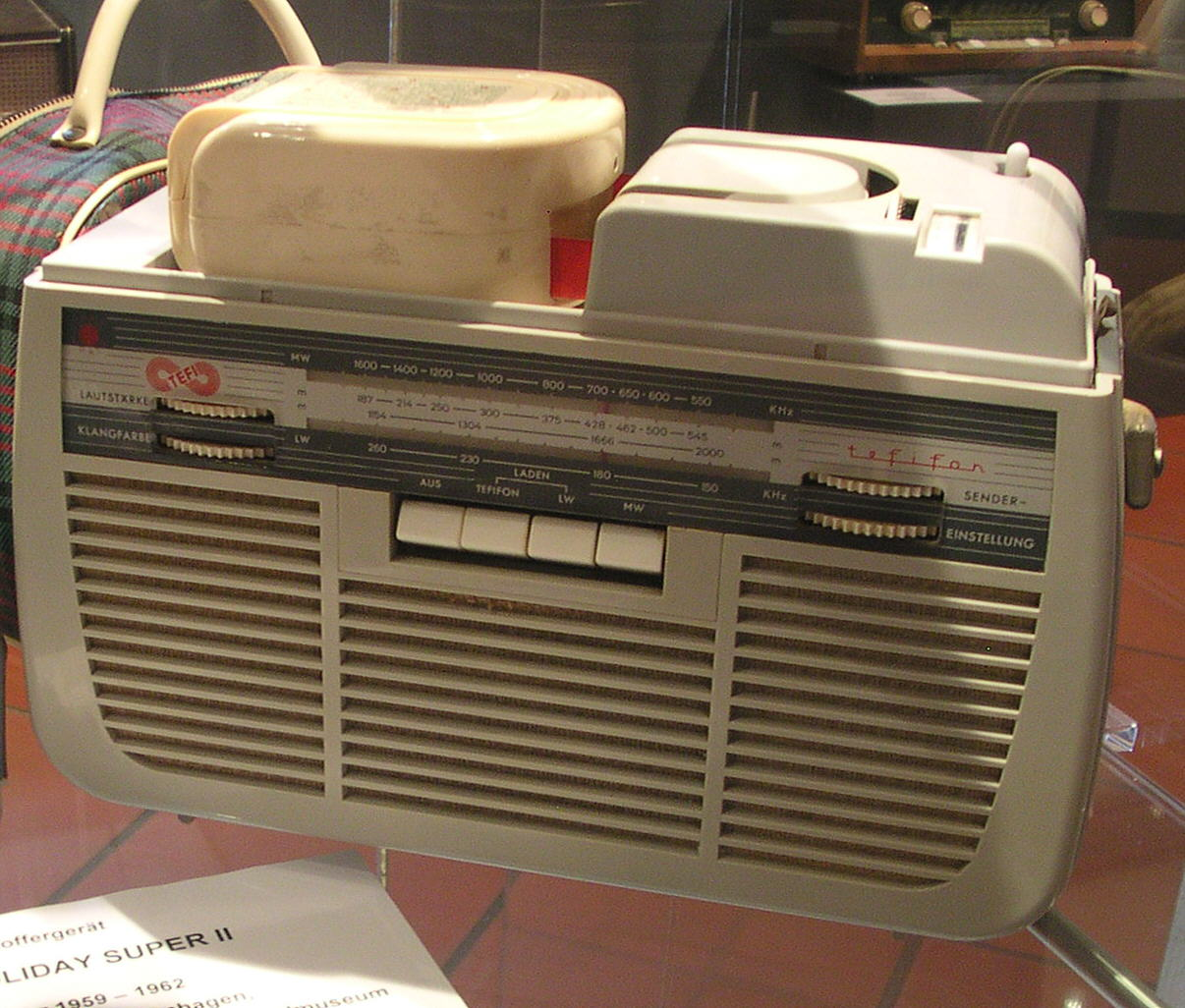
Radio portatile Tefifon con lettore di cartucce (la Tefi "Holiday Super II")

Il Tefifon è un formato di riproduzione audio, sviluppato e prodotto in Germania, che utilizza cartucce caricate con una bobina di nastro di plastica a ciclo continuo con scanalature in rilievo sul nastro, come un disco fonografico.
È a prima vista simile alle successive cartucce di nastro audio magnetico a 4 e 8 tracce, ma tecnicamente è più simile ad un cilindro fonografico che alle successiva tecnologie a memoria magnetica.
Le scanalature sono incise in modo elicoidale per tutta la larghezza del nastro e i solchi vengono letti con uno stilo e amplificati da un pick-up situato nel meccanismo di trasporto del nastro. Una cartuccia Tefifon, nota come "Tefi", può contenere fino a quattro ore di musica; pertanto, la maggior parte delle pubblicazioni in questo formato sono generalmente raccolte di successi popolari o musica dance, opere e operette. I lettori Tefifon non erano venduti da rivenditori televisivi e radiofonici in Germania, ma piuttosto venduti direttamente da punti vendita speciali affiliati a Tefi (il produttore del formato).

## Storia

### Anni '30
Il formato Tefifon è stato sviluppato dall'imprenditore tedesco Karl Daniel e dalla sua azienda "Tefi" nel 1936. Alcuni anni prima, i dispositivi che utilizzavano nastro scanalato fonografico come il Tefifon erano prodotti da Tefi per scopi speciali, come i militari, e erano progettati per la registrazione vocale. Prima dell'introduzione del Tefifon, Tefi aveva introdotto un dispositivo in grado di registrare e riprodurre con il nome "Tefiphon" (notare l'ortografia alternativa) e un altro dispositivo in grado di riprodurre solo con il nome "Teficord". Entrambi usano nastro aperto, a differenza del nastro caricato a cartuccia del Tefifon.

### Anni '40
I primi lettori e cartucce Tefifon per uso domestico furono disponibili sul mercato tedesco verso la fine degli anni '40, ma non potevano competere con il popolare formato di disco fonografico già disponibile all'epoca. Uno dei motivi era che artisti famosi erano affidati esclusivamente per contratto alle principali case discografiche, la maggior parte delle quali non aveva alcun interesse a offrire gli album dei propri artisti su nastri Tefifon. Di conseguenza, la maggior parte delle pubblicazioni di Tefifon erano di gruppi e artisti relativamente sconosciuti. Inoltre, il Tefifon ha visto la concorrenza di fonografi dotati di cambiadischi, alcuni dei quali potevano consentire fino a tre ore di musica senza interruzioni.

### Anni '50
Il Tefifon è stato offerto negli anni '50 come dispositivo autonomo, ma anche in combinazione con vari tipi di radio, compresi i modelli portatili e domestici. I telai delle radio venivano spesso acquistati già pronti da terzi, con l'aggiunta di un trasporto di riproduzione Tefifon come prodotto finito. La qualità del suono dei nastri Tefifon è superiore ai dischi a 78 giri in gommalacca, ma è comunque inferiore a quella dei dischi LP a 33 giri in vinile. Inoltre, la sollecitazione meccanica sullo stilo e sul nastro è piuttosto forte che quindi si consuma in tempi relativamente brevi.

### Anni '60
L'ultima innovazione del formato Tefifon risale al 1961, con l'introduzione del suono stereo, ma non ebbe successo commerciale. La produzione di Tefifon nel suo stabilimento principale di Porz am Rhein è stata interrotta nel 1965. Successivamente, i diritti sul nome sono stati acquisiti dalla società di vendita per corrispondenza Neckermann, che ha rilevato anche la vendita dei prodotti Tefifon esistenti. Anche se il Tefifon era poco conosciuto al di fuori della Germania, fu importato e venduto negli Stati Uniti per un brevissimo periodo dalla divisione Westrex di Western Electric dal 1963 al 1964 con il nome "Westrex".

## Dettagli tecnici

### Cartucce

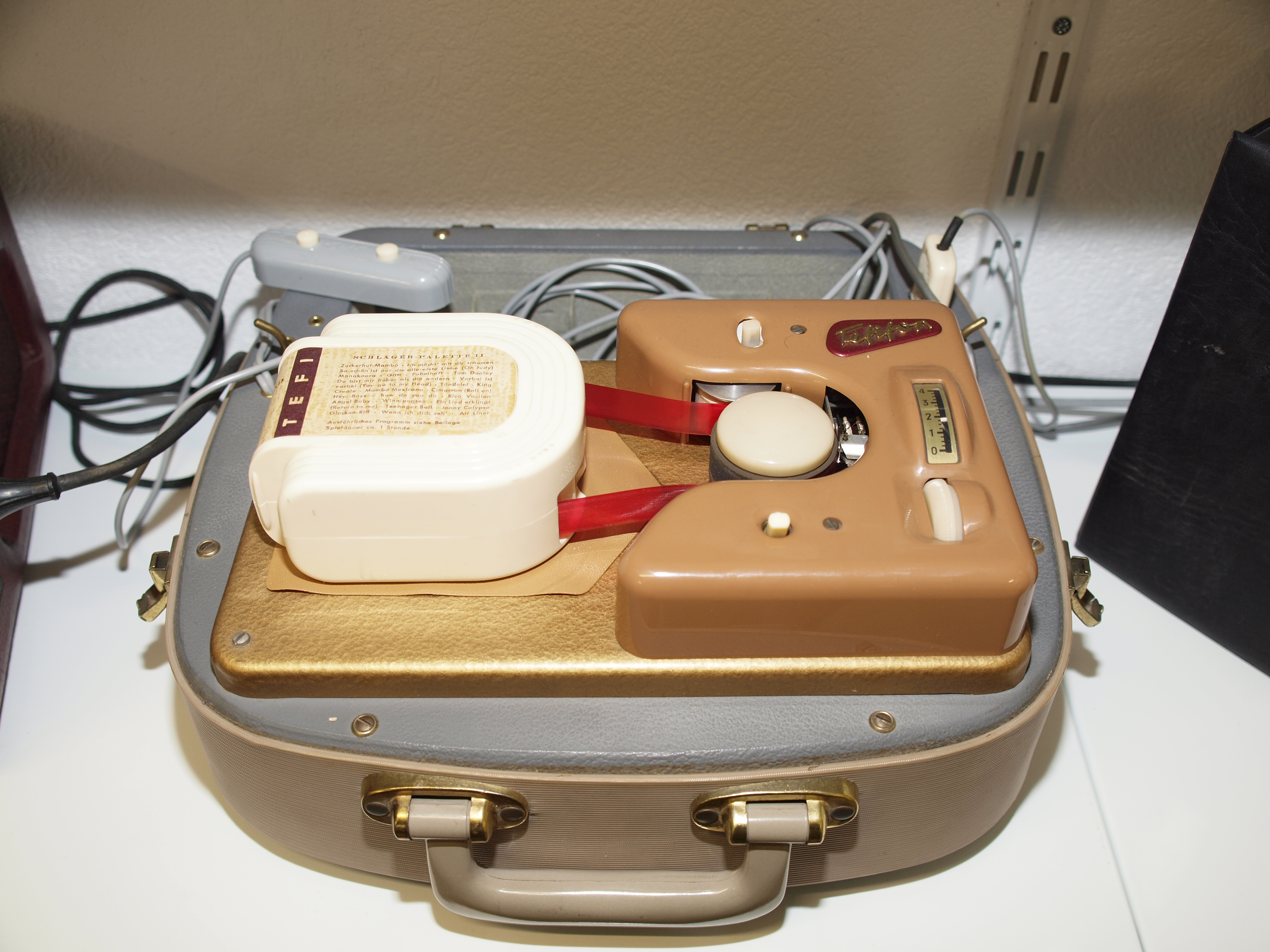
Un lettore Tefifon autonomo con cartuccia caricata

Le cartucce di Tefifon sono state realizzate in 3 dimensioni:
- Una piccola con 15 minuti di audio.
- Una media, con un'ora di audio.
- Una di grandi dimensioni, con 4 ore di audio.

La cartuccia più grande aveva anche molte differenze rispetto alle unità più piccole. Presentava una molla per facilitare la rimozione del nastro per la riproduzione e una copertura di plastica sul nastro per proteggerlo. Le cartucce hanno anche una custodia protettiva in cartone.

### Riproduzione
Una cartuccia di Tefifon viene inserita nella macchina, con il nastro del lettore attorno alla manopola girevole. La macchina viene quindi avviata e il nastro viene letto con uno stilo, che si muove attraverso i solchi, in un modo simile a un disco. Tuttavia, il nastro viene conservato in una cartuccia, come i successivi sistemi a nastro magnetico. Sebbene non fosse possibile spostarsi su una traccia specifica, lo stilo poteva essere spostato liberamente in diverse posizioni sul nastro.

## Galleria d'immagini

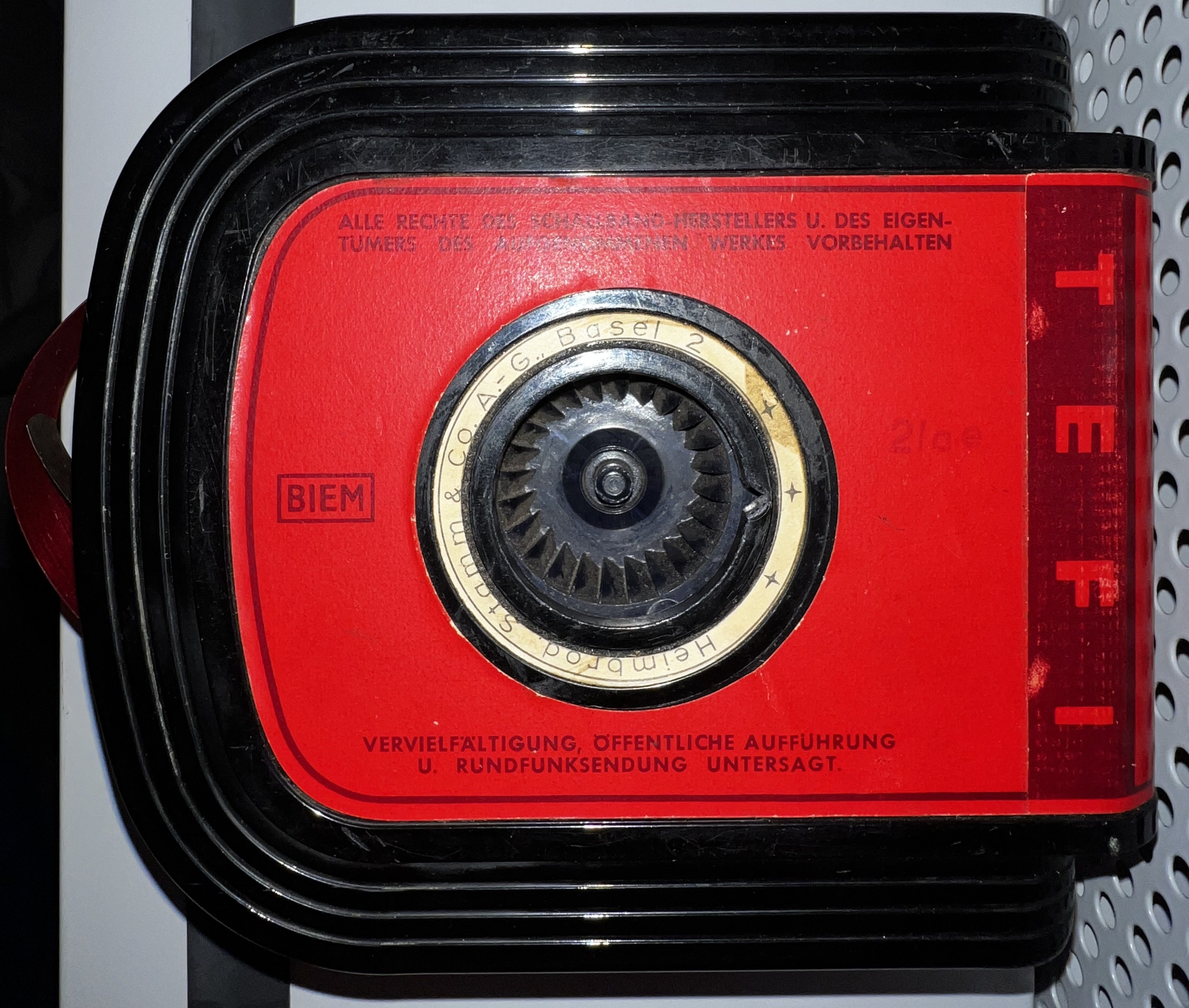
Supporto Tefifon
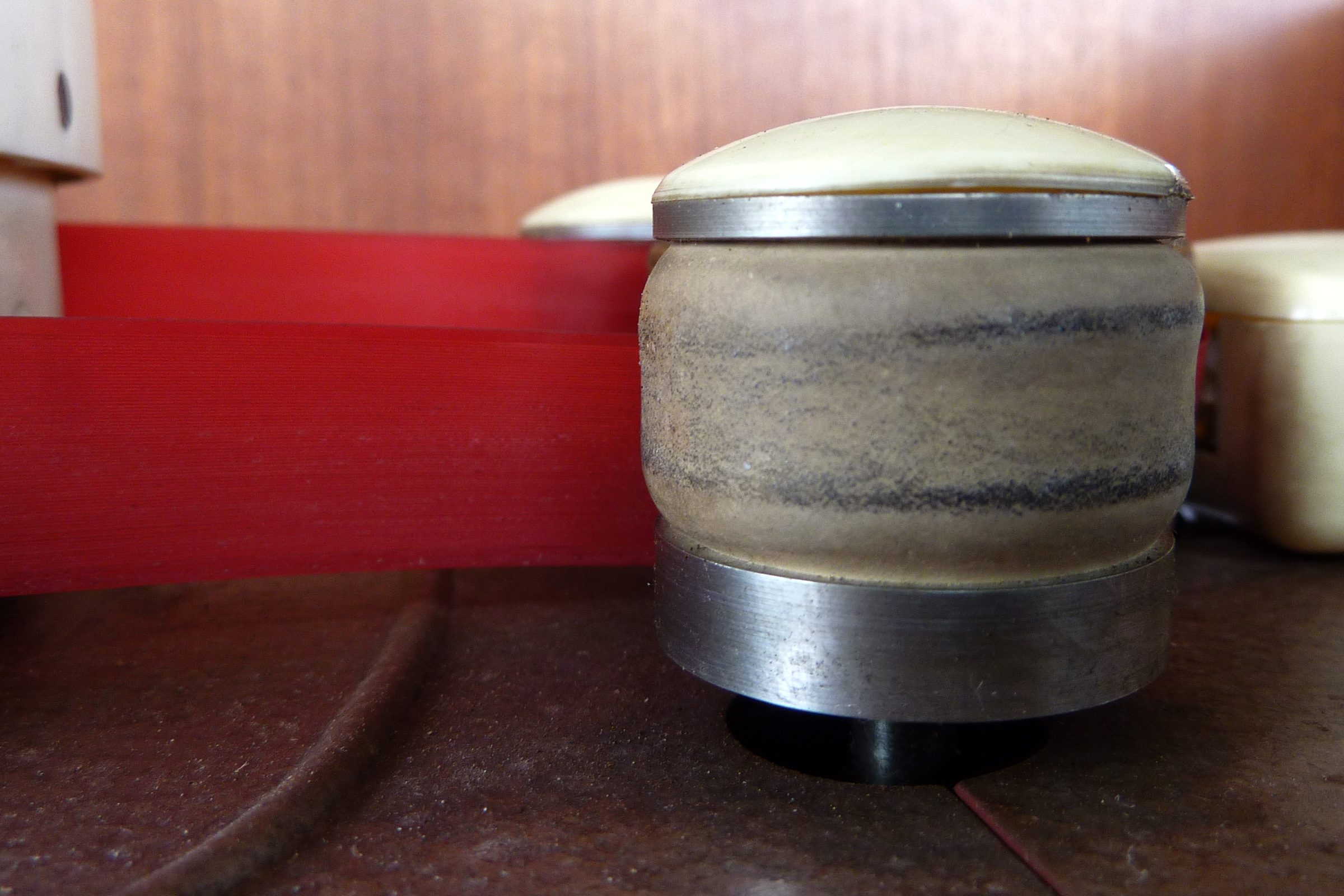
Un primo piano del supporto a nastro del Tefifon.
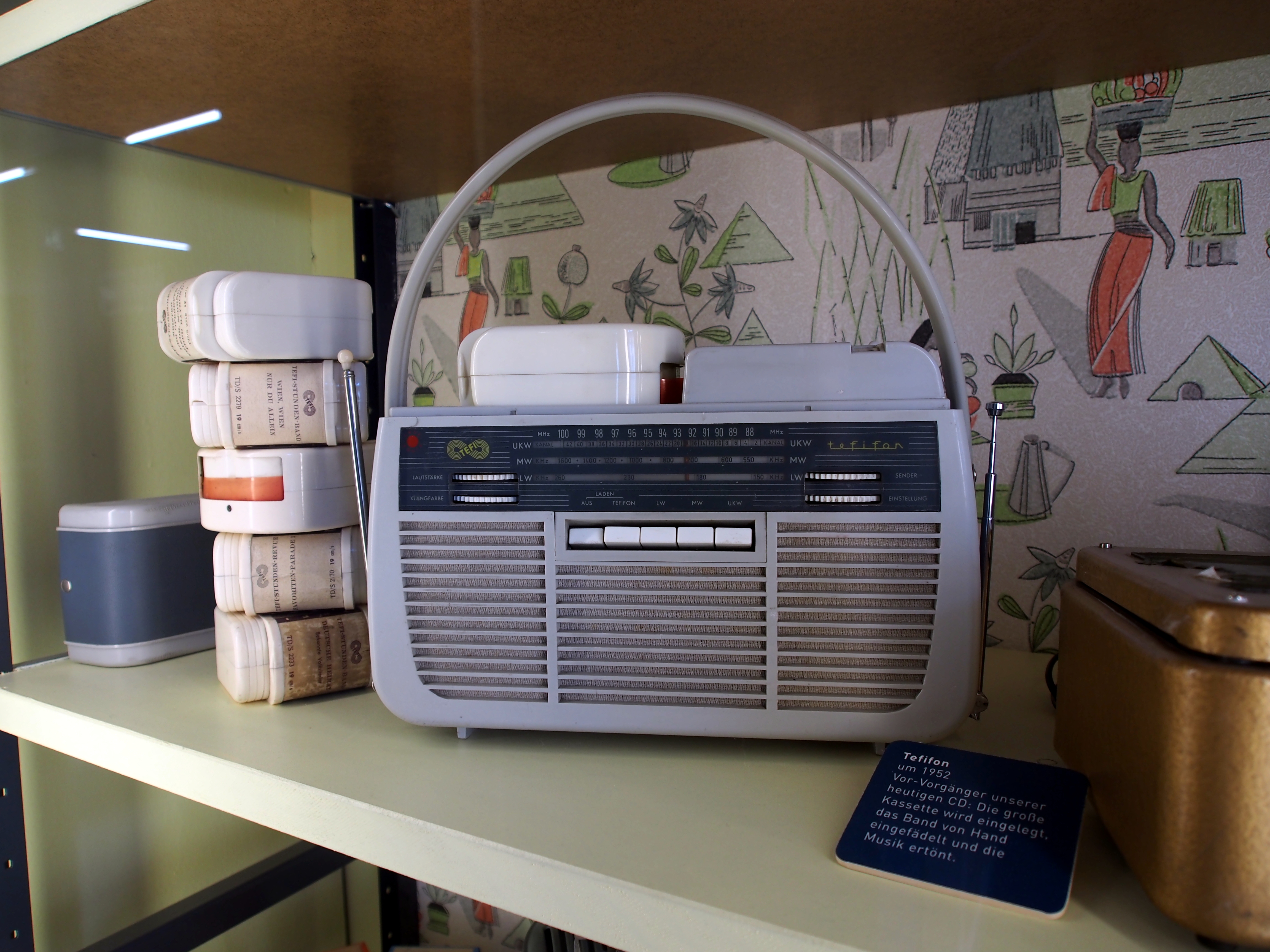
Un'unità Tefifon accanto a diverse cartucce.
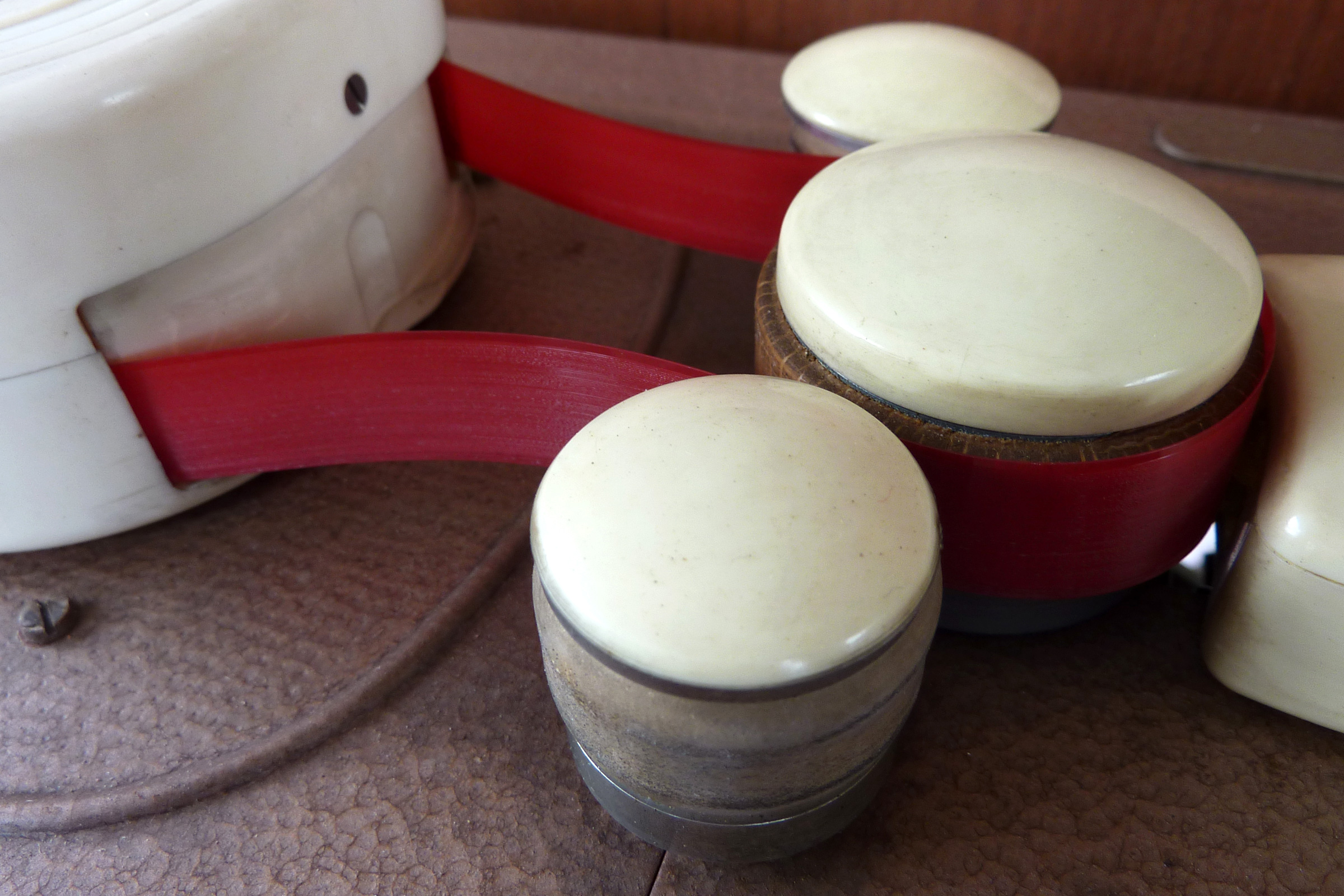
Primo piano di una cartuccia di Tefifon nel lettore.
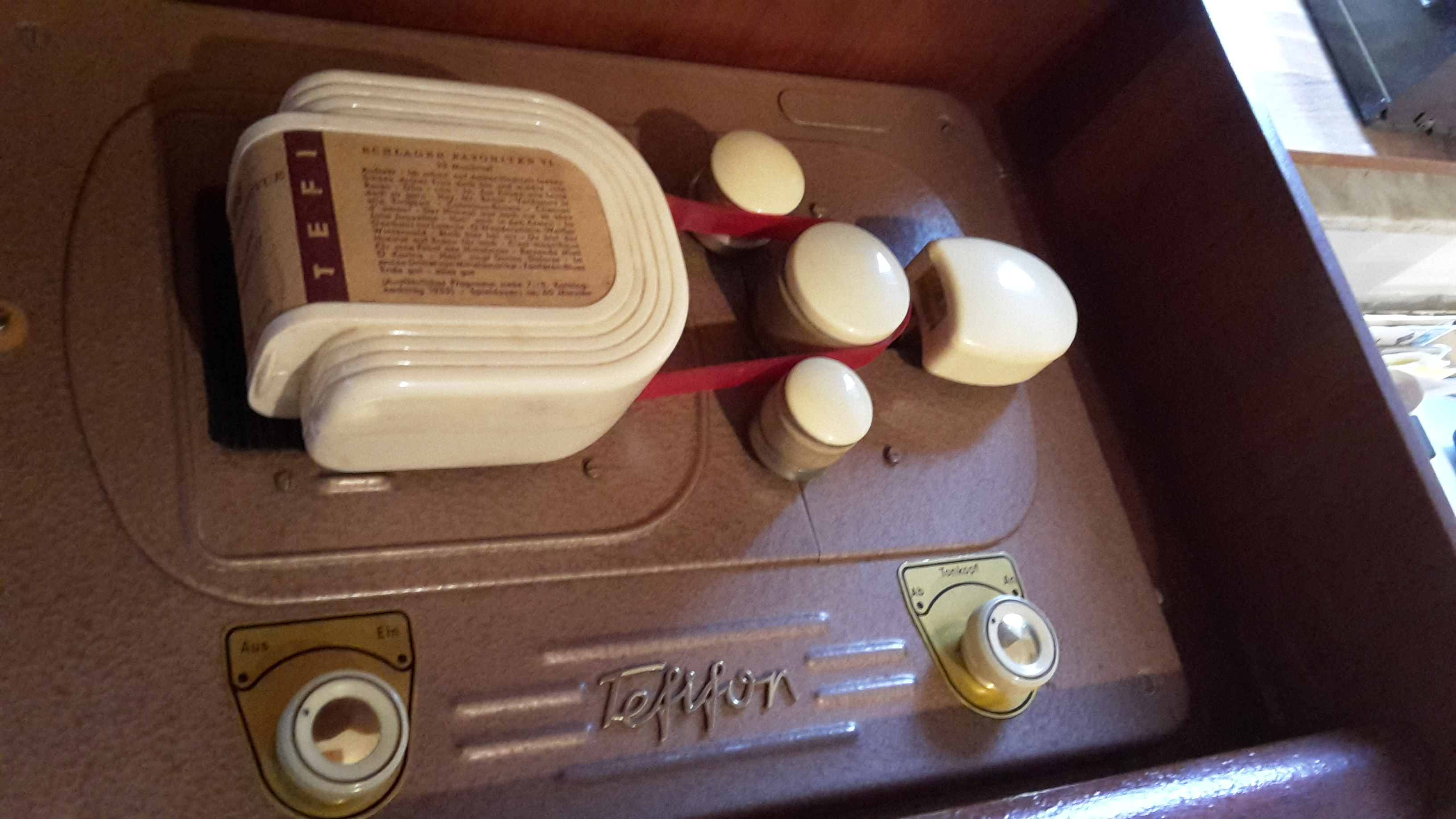
Un'unità Tefifon in funzione.
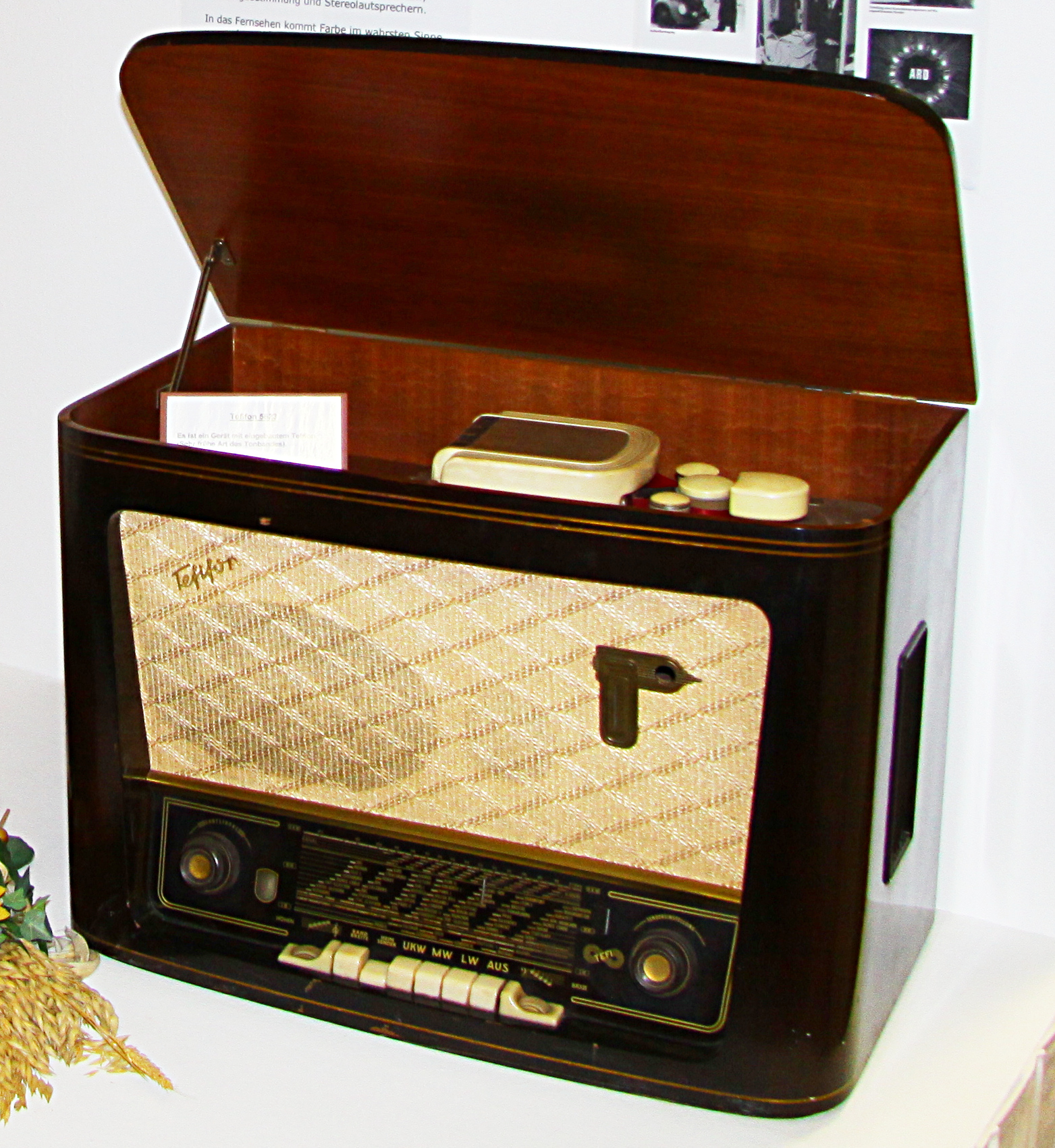
Un esempio di una combinazione di lettore Tefifon e radio.
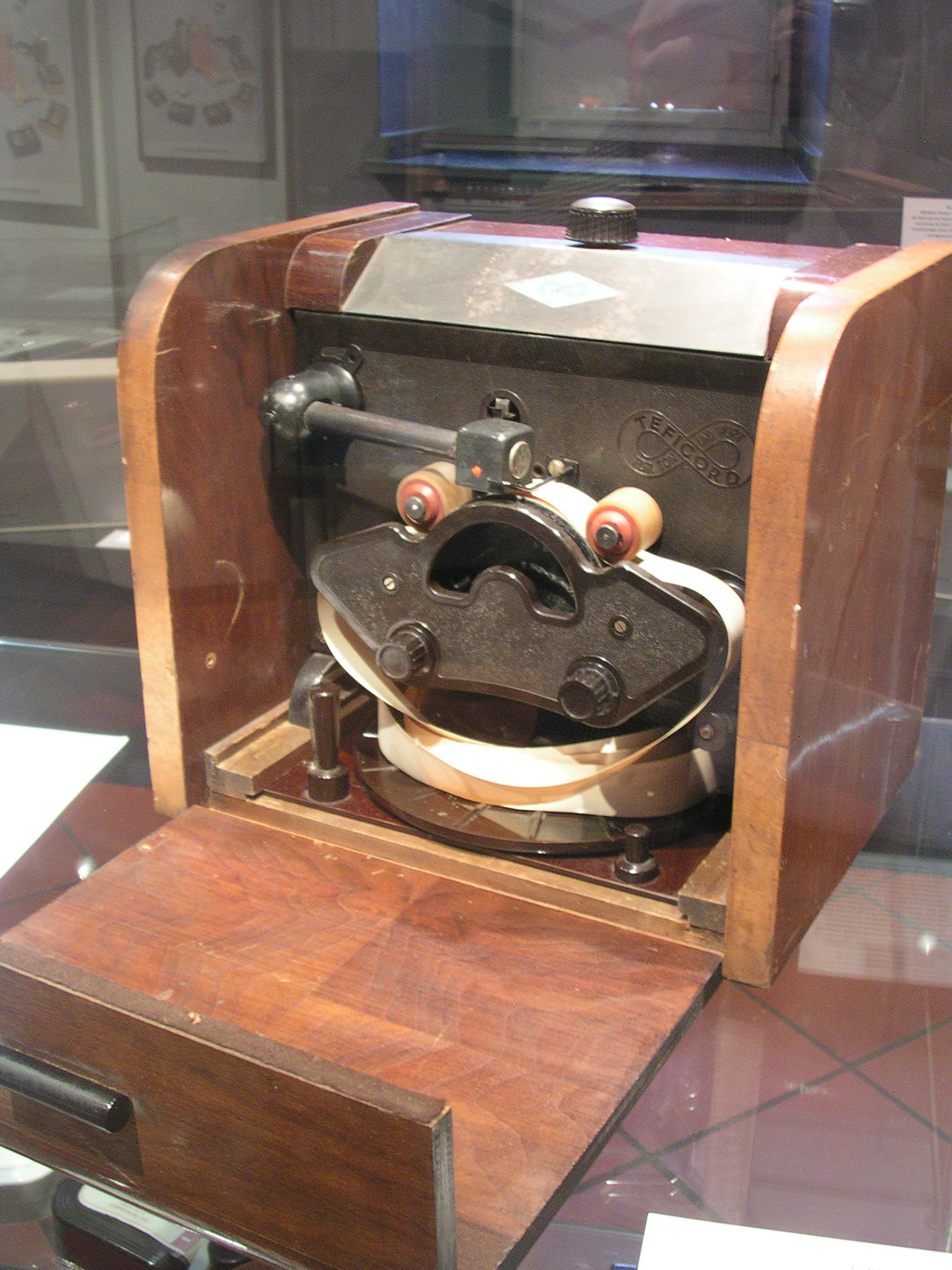
Un predecessore del Tefifon, Teficord.